# دیوید لاندائو
دیوید لاندائو (انگلیسی: David Landau؛ ‏ ۹ مارس ۱۸۷۹ – ۲۰ سپتامبر ۱۹۳۵) بازیگر اهل ایالات متحده آمریکا بود.
از فیلم‌ها یا برنامه‌های تلویزیونی که وی در آن نقش داشته‌است می‌توان به ارواسمیت، پالی، هنرمند سیرک، آن زن به او بد کرد، چرندیات، فراری از گروه مجرمان، کشیش قاضی، پست هوایی و تاکسی! اشاره کرد.